# Marsdenia paludicola
Marsdenia paludicola är en oleanderväxtart som beskrevs av P.I. Forster. Marsdenia paludicola ingår i släktet Marsdenia och familjen oleanderväxter. Inga underarter finns listade i Catalogue of Life.